# Crepidodera heikertingeri
Crepidodera heikertingeri är en skalbaggsart som först beskrevs av Lazorko 1974.  Crepidodera heikertingeri ingår i släktet Crepidodera och familjen bladbaggar. Inga underarter finns listade i Catalogue of Life.